# Вітерець
Вітере́ць — пасажирська зупинна залізнична платформа Лиманської дирекції Донецької залізниці.
Розташована у Ізюмському районі Харківської області поблизу с. Єлизаветівка Краматорського району Донецької області на лінії Покровськ — Дубове між станціями Золоті Пруди (11 км) та Дубове (12 км).
Із 2007 р. пасажирське сполучення на даній ділянці припинене.

## Історія
Див. також: Рудниково-Лозівська залізниця. 
Першими проектами залізниці Лозова — Гришине, роздільний пункт із колійним розвитком в районі колишньої станції Вітерець не передбачався. За проектом 1902 року, найближчим роздільним пунктом була передаточна станція Малинівка Рудниково-Лозівської залізниці — в районі нині закритого зупинного пункту 4 км (село Карпівка), що мала відправляти потяги на роз'їзд № 14 Малинівка Курсько-Харківсько-Севастопольської залізниці й приймати їх у зворотному напрямі. За проектом 1916 року, найближчий від сучасного Вітерцю роз'їзд № 16 знаходився між, власне, Вітерцем і нині закритою зупинкою 4 км. За проектом Міністерства обороти СРСР 1957 року, тут мала знаходитись станція «Роз'їзд № 1», яку також називали «станцією в 13 км від Дубового», а також за найменуванням найближчого села — колишньої німецької колонії «Єлизаветівка». Як у випадку із іншими роздільними пунктами залізниці Дубове — Мерцалове, остаточно прийняли милозвучну назву, яка втім не має нічого спільного із топонімами, які зустрічаються в околицях.
Згідно із технічно-розпорядчим актом станції Вітерець 1963 рік, на станції було 3 колії: головна приймально-відправна для вантажних і пасажирських потягів (№ 1), приймально-відправна для вантажних потягів (№ 3) і навантажувально-вивантажувальний тупик (№ 4). Поруч із головною колією звели 200-метрову пасажирську платформу, де збудували будівлю роз'їзного посту. Іноді в тупик подавали вагон-салон Ясинуватської дирекції Донецької залізниці, в якому для залізничників виступали колективи самодіяльності та демонстрували кінофільми. Відновлювальний потяг і медпункт, що обслуговували станцію, були в Красноармійському. Спецпотяг викликали через поїзного диспетчера, а лікарів — через телеграф.
Не зважаючи на те, що станція Вітерець була розташована у менш заселеній місцевості, аніж станція Золоті Пруди, пасажирообіг останньої майже одразу вирівнявся із таким для «воріт райцентру», і навіть перевищив останній. Статистика відправлення пасажирів за кількістю проданих квитків у перші роки функціонування станції наступна: 1964 рік — 6,5 тис., 1965 рік — 7,2 тис. (на 15 % більший, аніж по Золотих Прудах), 1969 рік — 7,1 тис. (більш ніж в 4 рази вищий, аніж по Золотих Прудах і з.п. 26 км разом), 1970 рік — 6,7 тис., 1971 рік — 6,7 тис. (майже втричі вищий, аніж по Золотих Прудах і з.п. 26 км), 1972 рік — 7,2 тис. (в 2,3 рази вищий, аніж по Золотих Прудах і з.п. 26 км), 1973 рік — 9,2 тис. чоловік (майже втричі більше, аніж по Золотих Прудах і з.п. 26 км).

## Сучасний стан
Станція Вітерець була закрита у 2007 році, але пряма потреба в ній відпала з початку 2000-х років, коли на перегоні Золоті Пруди — Дубове вже не закладалися в розклад вантажні потяги. Втім, імовірність відродження станції в середньостроковій перспективі є. По-перше, північна частина Олександрівського й південна частина Барвінківського районів — це так звана перспективна «Новобахметьєвська» ділянка вугільного родовища. Буре вугілля на Барвінківщині видобувають в напівкустарний спосіб навіть зараз. По-друге, північна частина Олександрівського району — це потужні поклади цегельної сировини. По-третє, Вітерець за сприятливих умов може стати досить потужною (особливо для межі областей) туристичною станцією. По балках на відстані 5-10 км від станції — вельми цікаві заповідні урочища. Але це — вже зовсім інша історія.

## Туристичні можливості
В середині 90-х років керівництво Олександрівського району починає формувати заповідний фонд, в якій входять урочища з унікальним рельєфом, а також рідкісною рослинністю. Багато з них розташовані на півночі Олександрівського району. Урочище «Широкий ліс» (34,9 га) являє відновлений штучною посадкою ясена байрачний лісовий масив в балці системи Сухого Торця. Урочище «Довгенький ліс» (17,6 га) являє з себе масив байрачних лісів у балці системи Сухого Торця, обрамлений степовими ділянками. Обидва ліси розташовані за 2-3 км на схід від Новоалександрівки.
Ліси тягнуться далі на схід, до Варварівки. На північний схід від Зеленого розташований ботанічний заказник «Казанок» (38 га) — смуга незайманої рослинності в балці з крутими схилами, по контурах нагадує казанок. На південний захід від Зеленого — заказник «Колодязне» (30,8 га), а далі — заказник «Кохане» (37 га) в балці системи річки Самара, де за переказами любили відпочивати закохані. В районі села Зелене розташоване й урочище «Зелене поле» (30,5 га) — вузька смуга незайманої рослинності неглибокою балкою (землекористувач — СТОВ «Лощанське»). Поблизу села Новопригоже є урочище «Балка Зелена» (44 га), де є фрагмент незайманої рослинності в системі балок і ярів струмка Зеленого, притоки річки Самара.